# Епізоди: Тінь Чорнобиля
«ЕПІЗОДИ: Тінь Чорнобиля» — український документальний фільм 2024 року студії KNIFE! Films, який розповідає про історію розробки відеогри S.T.A.L.K.E.R.: Тінь Чорнобиля. Прем'єра в Україні відбулася 16 травня 2024 року. Є частиною серії фільмів Епізоди: Історії незалежної України.

## Сюжет
«Епізоди: Тінь Чорнобиля» — документальний фільм, що вийшов як частина серії фільмів «Епізоди», присвяченого незалежній Україні. Виходячи за межі стандартного огляду ігрової індустрії, фільм зосереджений на створенні культової відеогри S.T.A.L.K.E.R., розробленої київською компанією GSC Game World.
У 2001 році команда молодих розробників під керівництвом Сергія Григоровича розпочала амбітний проєкт з метою створення гри з реалістичною графікою, відкритим світом і оригінальним сюжетом, що обертається навколо Чорнобильської зони відчуження. Гра швидко набрала популярність, і очікування перед її релізом зросли до десятків тисяч по всьому світу. Однак процес розробки виявився надзвичайно складним, і розробники постійно удосконалювали гру, що призвело до численних затримок і перенесення дати виходу.
Кінематографічна розповідь досліджує, як амбіції розробників стали причинами їхніх труднощів, а також демонструє вплив, який проєкт справив на відеоігрову індустрію і попкультуру. На екрані виступають безпосередні учасники розробки, зокрема Андрій Прохоров, Олег Яворський, Олексій Ситянов, Олександр Кохановський, Володимир Корунчак, Олександр Новіков, Олександр Максимчук, Олег Данилов та Дін Шарп. Вони діляться спогадами про роботу над S.T.A.L.K.E.R. і про українську ігрову індустрію того часу.
Фільм поєднує інтерв'ю з архівними матеріалами, ілюструючи не лише труднощі, з якими зіштовхнулися розробники, але й культурний контекст, у якому розвивався проєкт. Ця історія висвітлює ідеали, пристрасті та виклики, з якими стикаються творчі особистості в умовах швидких змін і глобальної популярності.

## Знімальна група
- Режисер: Артем Григорян
- Продюсер: Максим Сердюк
- Сценарист: Ярослав Коротков
- Оператор-постановник: Ілля Михайлусь
- Композитори: Михайло Клименко, Максим Сікаленко, Максим Козаченко
- Лінійний продюсер: Максим Іщенко
- Продюсер постпродакшену: Ксенія Шубеляк
- Звукорежисери: Дмитро Олексюк
- Режисер монтажу: Артем Григорян
- Оператори: Олександр Блєдних, Борис Борисов, Олексій Лєсков, Костянтин Посвалюк, Андрій Новак, Вадим Лавріненко